# Hayashichroma chemsaki
Hayashichroma chemsaki là một loài bọ cánh cứng trong họ Cerambycidae.